# Burnand
Burnand – miejscowość i gmina we Francji, w regionie Burgundia-Franche-Comté, w departamencie Saona i Loara.
Według danych na rok 1990 gminę zamieszkiwało 115 osób, a gęstość zaludnienia wynosiła 18 osób/km² (wśród 2044 gmin Burgundii Burnand plasuje się na 795. miejscu pod względem liczby ludności, natomiast pod względem powierzchni na miejscu 1152.).